# 鄧維拉 (明尼蘇達州)
鄧維拉（英語：Dunvilla）是位於美國明尼蘇達州奧特泰爾縣的一個非建制地區。

## 地理
鄧維拉所處的海拔為高於海平面405米（即1329英呎），而該地所採用的時區為UTC-6，即北美中部時區（CST）。同時該地設有夏令時間，為UTC-6調快一小時，即UTC-5（CDT）。